# جیمز مک‌فرسون
جیمز مک‌فرسون (انگلیسی: James MacPherson؛ زادهٔ ۱۸ مارس ۱۹۶۰) بازیگر، خواننده و صداپیشه اهل اسکاتلند است.
از فیلم‌ها یا برنامه‌های تلویزیونی که وی در آن نقش داشته‌است می‌توان به تاگارت اشاره کرد.